# Airco DH.2
L'Airco DH.2 va ser un caça biplà britànic amb propulsor posterior utilitzat durant la Primera Guerra Mundial. Va ser el segon disseny amb motor i hèlice posterior dissenyat per Geoffrey de Havilland i fabricat per The Aircraft Manufacturing Company Limited (Airco). Aquest era una evolució de l'anterior caça biplaça Airco DH.1 i va ser el primer caça britànic capaç de contrarestar els avançats dissenys alemanys que tenien la superioritat aèria a finals de 1915.

## Història
El DH.2 va realitzar el seu primer vol el juliol de 1915. El model es va utilitzar per equipar l'esquadró número 24 i va aconseguir la seva primera victòria el 2 d'abril de 1916. A partir d'aquest moment l'esquadró 24 va anar sumant enemics abatuts, 17 al juny, 15 a l'agost, 15 al setembre i 10 al novembre, fins que, el 23 de novembre el comandant L.G. Hawker va ser abatut pel pilot alemany Manfred von Richthofen.
Després de servir al front occidental molts DH.2 van ser enviats a Orient Mitjà per prestar servei a Palestina i Macedònia. Al seu país d'origen prop de 100 unitats van ser reconvertits en avions d'entrenament, sent finalment retirats la tardor de 1918.

## Disseny
Els DH.2 estaven armats amb una sola metralladora Lewis de (calibre 7,7 mm) que originalment es podia situar, mitjançant una muntura flexible, en 3 posicions diferents des de la cabina de vol. Més tard s'arribà a la conclusió que la millor manera d'impactar en els avions enemics era apuntat amb el mateix avió (i no movent l'arma) i llavors es va fixar l'arma en la posició frontal.
La majoria dels DH.2 estaven equipats amb motors ratatius Gnome Monosoupape de 100 cavalls (75 kW). Tot i això els últims models foren potenciats amb motors Le Rhône 9J de 110 cavalls (82 kW).

## Operadors
Regne Unit - Royal Flying Corps

## Especificacions (DH.2)
Dades de Warplanes of the First World War - Fighters Volume One
Característiques generals
- Tripulació: 1 pilot
- Longitud: 7,69 m
- Envergadura: 8,61 m
- Alçada: 2,91 m
- Superfície de l'ala 23,13 m²
- Pes buit: 428 kg
- Pes màxim d'enlairament: 654 kg
- Motors: 1×  motor rotatiu Gnome Monosoupape, 100 hp

 Rendiment 
- Abast: 400 km
- Sostre de servei: 4.265 m
- Ràtio d'ascens: 166 m/min
- Càrrega alar: 28,3 kg/m²
- Potència/pes: 110 W/kg
- Autonomia 2 hores i 45 minuts

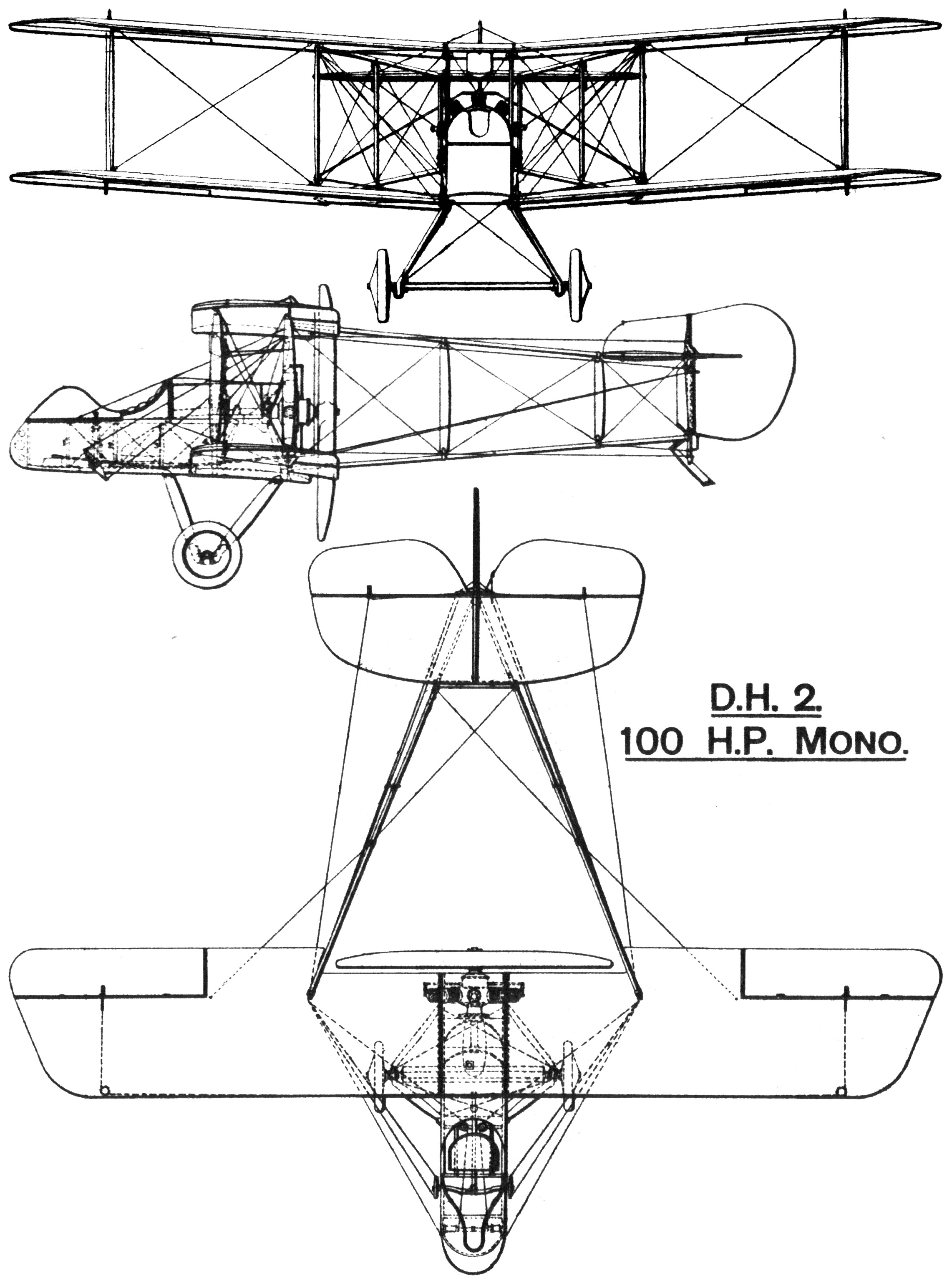
Airco DH.2

- Trepada fins a 1500 m 24 minuts i 45 segons

Armament

1 × metralladora Lewis de calibre 7,7 mm amb carregadors de tambó de 47 cartutxs